# Перекладне видання
Перекладне видання — це видання будь-якого твору, яке має одну назву, у перекладі з однієї мови на мову видання. Текст такого видання передбачає збереження при зміні мовної форми не лише змісту повідомлення, а й певних формальних особливостей вираження цього змісту. Іншими словами, йдеться про збереження єдності форми і змісту перекладеного з іншої мови твору (за Тимошиком М. С.)
Підготовка перекладних видань є однією з найскладніших. Вона потребує від редактора додаткових знань, які пов'язанні з основами перекладу, зв'язками перекладознавства з іншими філологічними дисциплінами, історією перекладу, особливостями перекладу творів різних жанрів.

## Знання, які потрібен мати редактор для роботи над перекладним виданям
- перекладознавчий мінімум для редактора-видавця;
- ретроспектива перекладного книговидання в Україні;
- пошук іншомовного твору та його власника;
- пошук перекладача та редагування перекладу;
- оформлення службової частини перекладного видання.

## Види перекладів
- писемний
- усний
- синхронний
- автоматичний.

## Писемний переклад

### Авторський
Авторський — переклад твору іншою мовою, виконаний автором оригіналу.

### Авторизований
Авторизований — це переклад твору іншою мовою, виконаний перекладачем, який знає цю мову, але за згодою автора.

### Адаптований
Адаптований (пристосований) переклад — це переклад складного твору, адресований окремому читачеві. (Дорослий твір адресований для дітей шкільного віку).

### Скорочений
Скорочений переклад — це переклад в якому зберігаються лише певні фрагменти твору, які є основою тексту.

### Підрядковий
Підрядковий переклад — це дослівний переклад іншомовного твору на мову видання.

## Пошук іншомовного твору
- міжнародні книжкові ярмарки
- міжнародні фонди
- посольства зарубіжних країн
- фахова періодика
- Інтернет
- перекладачі
- українська діаспора
- видавництва, що видали такі книги.

## Пошук перекладача для редагування перекладу
- різноманітні бюро та агентства з перекладів
- провідні університети з авторитетними кафедрами іноземних мов
- рекомендації досвідчених перекладачів. Як показано на практиці цей варіант є найрезультативнішим.

Готуючи до друку перекладне видання, редактор застосовує ту ж загальну методику редагування, якою він уже оволодів, працюючи з іншими видами видань.
Завдання, які повинен поставити перед собою редактор, працюючи над перекладними виданнями:

- не віддалити від оригіналу стиль і манеру викладу іноземного автора та його епоху
- подбати про належне сприйняття тексту читачем-співвітчизником;
- не знівелювати особливості творчої манери самого перекладача.

Початкуючому видавцеві, Іван Огієнко запропонував такі рекомендації щодо редакторської роботи над перекладами:

- редактор має працювати з тим перекладачем, хто досконало знає мову, з якої перекладає текст
- редактор має знати епоху, в якій твір було написано
- редактор повинен дбати про розвиток і вдосконалення мови, якою твір перекладається;
- редактор має уникати буквальності в порядку слів текстів, написаних у давніші епохи.

## Основні правила редагування різних видів видань

### Наукові видання
Особливістю наукових текстів є строга логічна послідовність викладу авторської думки, нанизування й обґрунтування доводів від простого до складного, від відомого до невідомого, або навпаки, а також наявність значної кількості наукової термінології. Саме на ці аспекти повинен звертати увагу редактор перекладного тексту. Також, редактор повинен звернути особливу увагу на точності відтворення термінів, послідовності їх уведення до тексту.

### Офіційні видання
В офіційних виданнях для редактора важливо дотримуватися сухості ділового стилю, певної безбарвності мови. Складні конструкції речень тут є доречними, оскільки в них вкладається більше змісту або аргументації. Значна кількість лексичних одиниць, яка може повторюватися надто часто, не потребує в таких текстах пошуку синонімічних замін. Більше того, допускається наявність в одному реченні однокореневих слів.

### Художні та художньо-публіцистичні видання
З цими виданнями, редакторові важливо з'ясувати для себе типологію художніх творів та специфіку жанроутворювальних елементів. Своїх особливих методів редагування потребують переклади переспівів, епічних творів, народних казок, оповідей тощо.

## Оформлення службової частини перекладного видання
Існують певні зобов'язання видавця у зазначенні необхідних даних про перекладне видання.
Наявність таких даних передбачено міжнародними і національними стандартами на титульних сторінках, звороті титулу та на прикінцевій сторінці.

### Переклад видання, якого здійснюється вперше
Ці дані існують для видання, переклад якого здійснюється вперше. Таке видання потребує розгорнутого титулу. На лівій його стороні вміщується титульна сторінка оригінального видання, права сторона — титул перекладеного видання. Під заголовком зазначається, з якої мови і ким перекладено. Допускається зазначати прізвище перекладача на звороті титульної сторінки.
На звороті титульної сторінки в обов'язковому порядку регламентується подача двох знаків охорони авторського права: першим зазначається копірайт, вміщений в оригінальному виданні (текст мусить бути ідентичним оригіналу), за ним — копірайт перекладеного видання.
Знаків копірайту чотири:

1. Автор і рік видання мовою оригіналу;
2. Організація, яка надала ліцензію на українське видання
3. Перекладач, мова і рік видання перекладу
4. Видавництво, що за ним охороняється і з якого часу. Я. Володарчик

### Повторне видання
Незалежно від того, де вперше здійснено переклад і видання твору (в цьому чи іншому видавництві), зазначати титул оригінального видання не обов'язково. Достатньо на звороті титулу вказати, за яким виданням здійснюється це перевидання. Інформація про першовидання подається згідно з описом у каталожній картці. Але потрібно пам'ятати, що подібне посилання стосується лише першовидань перекладів, здійснених до 1973 року, коли СРСР ще не підписував міжнародної конвенції з авторського права.

### Збірники творів перекладених з різних мов і різними перекладачами
Інформація про переклад із зазначенням мов вміщується на звороті титулу. Імена перекладачів зазначаються або в змісті, або в примітці до заголовка твору на сторінці, де цей твір починається.
На прикінцевій сторінці (у надвипускних даних) в усіх перелічених вище видах видань зазначається інформація про переклад з мови оригіналу та перекладачів. Така ж інформація повторюється і в каталожній картці.